# Итоми
Ито́ми, Итома, Ифома (др.-греч. Ἰθώμη, лат. Ithome) — гора вулканического происхождения в Греции, на юго-западной оконечности полуострова Пелопоннеса, к северу от залива Месиниакос Ионического моря, в периферийной единице Месинии в периферии Пелопоннес, в 25 километрах к северо-западу от города Каламата, на правом берегу реки Маврозумена (Μαυροζούμενα), притока Памисоса. Высота 802 метра над уровнем моря. Является продолжением гор Кипарисия.
Полибий пишет, что Арат Сикионский в разговоре на акрополе с македонским царем Филиппом называл Акрокоринф и Ифому рогами, разумея под быком Пелопоннес. По Страбону это говорил Деметрий из Фароса.
Средневековое название горы — Вуркано (Βουρκάνο, Vourkano) или Вулкано (Βουλκάνο, Voulkano).
На вершине находилось святилище Зевса Ифомского (Ἰθομήτας), почитавшегося без идола и храма, подобно Зевсу Ликейскому на горе Ликео. В честь его совершались жертвоприношения и музические агоны. На месте святилища находится старый монастырь.
На полугоре находится действующий мужской монастырь Вулкану (Μονή Βουλκάνου) в честь Успения Пресвятой Богородицы, который принадлежит Мессинийской митрополии Элладской православной церкви.
На горе находился естественный акрополь, тесно связанный с историей древней Мессении. В ходе трёх Мессенских войн небольшое плато укреплялось. Крепость была неприступной. В ходе Первой Мессенской войны мессенцы бежали в Ифому, которую защищал царь Аристодем (Αριστόδημος, 729—724 до н. э.), но после долгой осады, длившейся двадцать лет, акрополь заняли спартанцы в 723 году до н. э.
В ходе крупнейшего в древности восстания илотов в Спарте и периэков из городов Фурия в Мессении и Эфея в Лаконии в 464 году до н. э. мессенцы снова укрепились на Ифоме. Осада Ифомы  в ходе Третьей Мессенской войны затянулась на долгие годы и в 461 году до н. э. спартанцы обратились за помощью к Афинам. Афины послали 4000 гоплитов под командованием Кимона к Ифоме на помощь лакедемонянам, но Кимону не удалось занять Ифому и спартанцы отослали афинское войско. Дельфийский оракул повелел лакедемонянам пощадить ифомцев. На десятый год осады (455/454 до н. э.) ифомцы сдались и ушли в занятый в ходе Малой Пелопоннесской войны афинянами Навпакт. Согласно Геродоту в 455 году до н. э. вместе со спартанцами одержал победу над мессенцами при Ифоме жрец-прорицатель Тисамен из Элиды. Акрополь с тех пор оставался необитаемым.
В 369 году до н. э. Эпаминонд основал под крепостью Ифома, у южной подошвы горы город Мессена, затем, вероятно, были возведены стены вокруг акрополя, как оплот против Спарты.

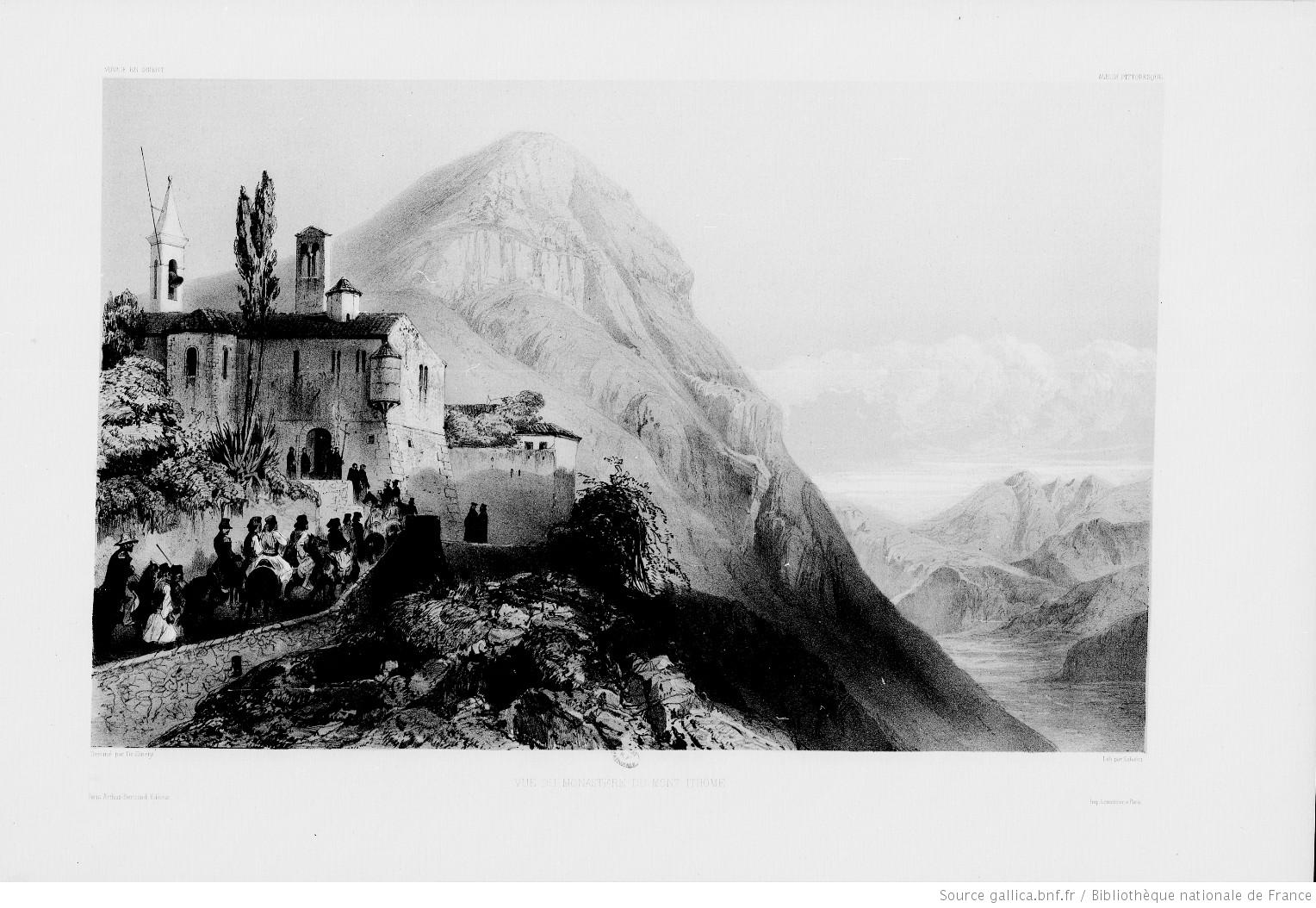
Антуан де Латур. Монастырь Вулкану на Итоми в 1847 году

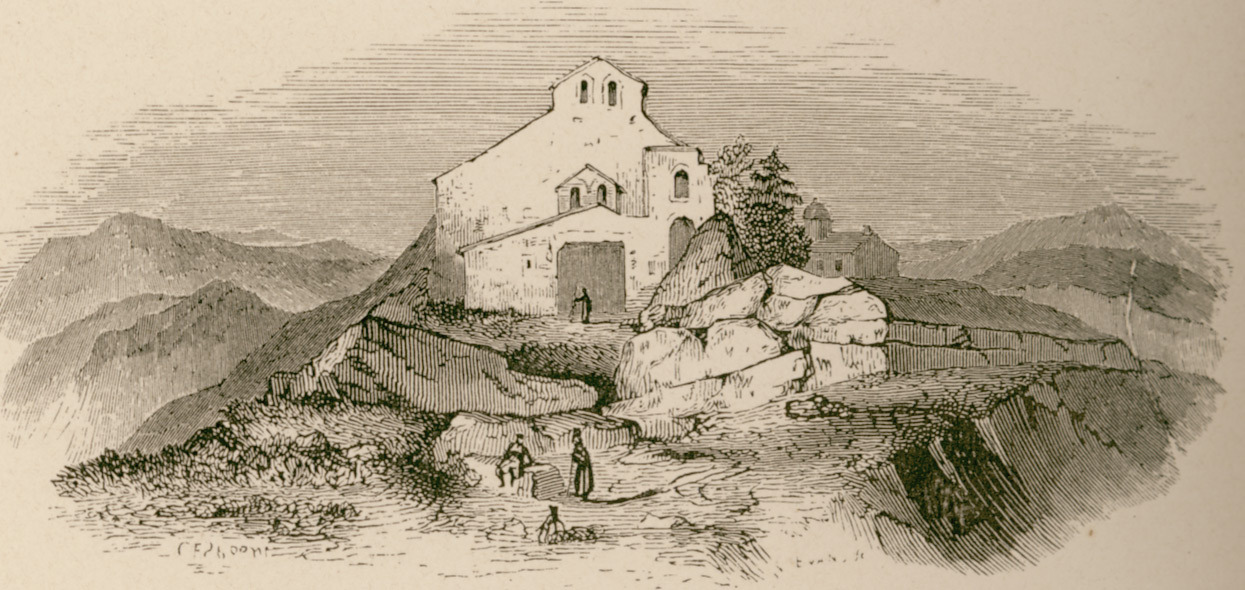
Кристофер Уордсуорт. Монастырь Вулкану на Итоми в 1882 году

На месте святилища Зевса Ифомского в конце XIII — начале XIV века возник монастырь Вулкану. В 1573 году от патриарха Иеремии II получил ставропигиальный статус. Однонефная византийская базилика сложена из камней святилища Зевса. В 1608 году храм был расписан фресками из жития св. Николая Мирликийского. 
В 1625 году монастырь на вершине Итоми был оставлен. Новый монастырь был основан на полугоре между селами Валира и Мавроматион. Сюда была перенесена чудотворная икона Божией Матери Вулканиотиссы. В 1639 году патриарх Кирилл II Контарис подтвердил ставропигиальный статус монастыря. Построенный в 1701 году и расписанный в 1732 году крестово-купольный собор был освящен в честь Рождества Пресвятой Богородицы. Монахи Вулкану участвовали в национально-освободительном движении. В 1822 году они пожертвовали повстанцам 8 тыс. курушей. Фрески храма были сильно повреждены турками, захватившими монастырь по приказу Ибрагим-паши (1825). Во время восстания в Эпире и Фессалии (1854) монахи Вулкану послали туда вооруженный отряд из 40 человек во главе с монахами Софронием, Германом и Филофеем. Во время антиосманского Критского восстания (1866—1869) иноки Вулкану приняли беженцев с Крита. В 1898 году монастырь Вулкану пострадал от пожара, в 1846, 1886, 1965 и 1986 гг. — от землетрясений, в годы Второй мировой войны — от германо-итальянской оккупации. В 1973 году храм был заново расписан художником Дим. Яннакопулосом (Δημ. Γιαννακόπουλος).
Монастырю Вулкану в настоящее время принадлежат подворья Андромонастиро (Ανδρομονάστηρο, с храмом в честь Преображения Господня XII века) в селе Петралона (Πετράλωνα ), Живоносного Источника в городе Месини и старый монастырь на вершине горы, отреставрированный в 1972 году по инициативе Мессинийского митрополита Хризостома (Фемелиса).
По переписи 2011 года в обители находятся два монаха.